# Nurmagomied Szanawazow
Nurmagomied Magomiedsandowicz Szanawazow (ros. Нурмагомед Магомедсандович Шанавазов; ur. 19 lutego 1965 w Gubdenie) − radziecki bokser narodowości dargijskiej. Mistrz Europy, medalista mistrzostw świata oraz igrzysk olimpijskich w wadze półciężkiej.

## Kariera sportowa

### Boks amatorski
W 1983 roku został mistrzem ZSRR juniorów w wadze średniej (75 kg). Jeszcze w tym samym roku przeszedł do wagi półciężkiej (81 kg) i zaczął startować wśród seniorów.
W lutym 1985 roku wziął udział w turnieju w Leningradzie, mającym wyselekcjonować skład radzieckiej kadry na majowe mistrzostwa Europy w Budapeszcie. Okazał się najlepszy w swojej kategorii wagowej i tym samym wywalczył miejsce w reprezentacji. W stolicy Węgier pokonał kolejno Stanisława Łakomca, Petre Bornescu, Pero Tadicia oraz Markusa Botta, zdobywając czempionat kontynentu.
W następnym roku tryumfował również podczas Igrzysk Dobrej Woli w Moskwie. Z mistrzostw świata w Reno powrócił jednak bez medalu, gdyż został wyeliminowany w ćwierćfinale przez mistrza USA, Lorena Rossa. Po turnieju okazało się, że Amerykanin walczył pod wpływem środków dopingujących, za co został zdyskwalifikowany.
Mimo że Szanawazow nigdy nie zdobył mistrzostwa kraju (w 1987 i 1988 był wicemistrzem), to on został powołany w 1988 roku do reprezentacji ZSRR na igrzyska olimpijskie w Seulu. Wywalczył tam srebrny medal, stoczywszy w turnieju wagi półciężkiej następujące pojedynki:
- I runda: Patrick Lihanda (Uganda) 3:2
- II runda: Markus Bott (RFN) 5:0
- ćwierćfinał: Andrea Magi (Włochy) 5:0
- półfinał: Damir Škaro (Jugosławia) walkower
- finał: Andrew Maynard (USA) 0:5

W 1989 roku w Moskwie po raz drugi wystąpił na mistrzostwach świata. Dotarł do półfinału, w którym przegrał z utytułowanym Henrym Maske. Niecałe dwa miesiące później obaj bokserzy zmierzyli się ponownie w finale międzynarodowego turnieju w Manili − również tym razem lepszy był Niemiec. Była to ostatnia walka Szanawazowa w amatorskiej karierze.

### Boks zawodowy
Wraz z nastaniem pieriestrojki radzieccy pięściarze otrzymali możliwość przechodzenia na zawodowstwo. Skorzystał z tego Szanawazow, który z początkiem 1990 roku rozpoczął profesjonalną karierę. W swoim debiucie, w kwietniu 1990 roku we Francji przegrał przez decyzję z innym olimpijczykiem z Seulu, Kongijczykiem Rundem Kaniką. Nie odniósł sukcesu również w swoich dwóch kolejnych walkach, w których został znokautowany przez Siergieja Koboziewa. W związku z tym postanowił zakończyć bokserską karierę.

## Po zakończeniu sportowej kariery
Został trenerem boksu w Sportowej Szkole Rezerwy Olimpijskiej im. B. Ibragimowa w Machaczkale. Jest także aktywny politycznie. W marcu 2011 roku z listy partii Patrioci Rosji został wybrany na deputowanego V kadencji Zgromadzenia Narodowego Republiki Dagestanu. Zasiada w komisji ochrony zdrowia i polityki socjalnej. Jest również członkiem Izby Społecznej Republiki Dagestanu.